# کاستلبالدو
کاستلبالدو (به ایتالیایی: Castelbaldo) یک کومونه در ایتالیا است که در استان پادووا واقع شده‌است.

## خصوصیات
کاستلبالدو ۱۵٫۲ کیلومترمربع مساحت و ۱٬۶۹۴ نفر جمعیت دارد و ۱۲ متر بالاتر از سطح دریا واقع شده‌است.